# Jonathan Palmer
Jonathan Charles Palmer (Lewisham, Londres, Inglaterra, Reino Unido; 7 de noviembre de 1956) es un expiloto de automovilismo británico. Ha competido en siete temporadas de Fórmula 1 y en total ha participado en 87 grandes premios; su mejor posición fue un cuarto lugar en el Gran Premio de Australia de 1987. Antes de entrar en la F1, ganó el campeonato de Fórmula 2 Europea de 1983 y el de Fórmula 3 Británica de 1981.
Además, dirige la empresa MotorSport Vision, propietaria de varios circuitos británicos y encargada de la gestión de campeonatos automovilísticos, y es comentarista deportivo. Es padre de Joylon y Will Palmer, también pilotos.

## Carrera

### Inicios
Tuvo sus primeras experiencias deportivas en Fórmula Ford en finales de los 70. Ganó la Fórmula 3 Británica en 1981. Luego pasó a la Fórmula 2 Europea con Ralt, donde fue campeón en 1983 con 6 victorias.

### Fórmula 1
Palmer hizo su debut en la Fórmula 1 en Brands Hatch el 25 de septiembre de 1983, conduciendo un Williams en el Gran Premio de Europa. Terminó 25.º de 30 titulares. Tras mudarse al equipo RAM Racing en 1984, sus seis finales dieron un octavo lugar, tres noveno, un décimo y un decimotercero. Se unió al debutante equipo Zakspeed en 1985, comenzó en ocho carreras y se retiró de todos excepto el Gran Premio de Detroit, donde finalizó undécimo. Dieciséis inicios con el mismo equipo en 1986 dieron como resultado ocho retiros y un mejor resultado de octavo en Detroit.
En 1987, Palmer habló con Ron Dennis, el jefe de McLaren, sobre convertirse en el piloto número 2 del equipo para el entonces doble campeón mundial Alain Prost. Dennis finalmente firmó con Stefan Johansson, y Palmer se unió a Tyrrell una semana antes de la carrera de apertura de la temporada en Brasil. Aunque superado por sus competidores con turbocompresor, el automóvil con motor Cosworth atmosférico de Tyrrell resultó confiable, y fue ágil en circuitos más apretados. Palmer ganó puntos en el campeonato en tres carreras, y fue en el Gran Premio de Australia que logró su mejor resultado de carrera en el cuarto lugar. También ganó el Trofeo Jim Clark, un campeonato para pilotos de autos con aspiración normal. Estuvo con Tyrrell durante las siguientes dos temporadas, durante las cuales sus mejores resultados fueron dos finales en el quinto lugar y tres en el sexto. A fines de 1989, firmó como piloto de pruebas de McLaren, pero no volvió a competir en esta categoría.

### Turismos y resistencia
En paralelo con su carrera en monoplazas, Palmer corrió en diferentes pruebas de resistencia. Corriendo para el equipo Richard Lloyd Racing (con Porsche), fue segundo absoluto en las 24 Horas de Le Mans de 1985 junto a James Weaver y Richard Lloyd, dueño del equipo.
Ya en 1991, fue séptimo en el Campeonato Británico de Turismos con un BMW M3 de Prodrive.

## Vida personal
Dos hijos de Jonathan también han seguido dentro del deporte motor: Joylon fue campeón de Fórmula 2 2010 y de GP2 Series 2014 y fue piloto de la escudería Renault F1 en 2016 y 2017, y Will fue campeón nacional de Fórmula 4 2015 y subcampeón de la Eurocopa de Fórmula Renault 2017.
Es copropietario de la compañía MotorSport Vision, dueña de los circuitos de Brands Hatch, Oulton Park, Snetterton y Donington Park, entre otros. Mediante esta, en 1998 fundó la Fórmula Palmer Audi, que tuvo trece temporadas hasta su desaparición en 2010. También estuvo a cargo del Campeonato de Fórmula Dos de la FIA (2009-2012), del BRDC Fórmula 3, entre otras. Además, es comentarista de BBC F1.

## Resultados

### Fórmula 1
(Clave) (negrita indica pole position) (cursiva indica vuelta rápida)

| Año     | Escudería                   | 1       | 2       | 3       | 4       | 5      | 6       | 7       | 8       | 9       | 10      | 11      | 12      | 13      | 14      | 15      | 16      | Pos. | Puntos |
| ------- | --------------------------- | ------- | ------- | ------- | ------- | ------ | ------- | ------- | ------- | ------- | ------- | ------- | ------- | ------- | ------- | ------- | ------- | ---- | ------ |
| 1983    | TAG Williams Team           | BRA     | USW     | FRA     | SMR     | MON    | BEL     | USE     | CAN     | GBR     | GER     | AUT     | NED     | ITA     | EUR 13  | RSA     |         | NC   | 0      |
| 1984    | Skoal Bandit Formula 1 Team | BRA 8   | RSA Ret | BEL 10  | SMR 9   | FRA 13 | MON DNQ | CAN     | USE Ret | USA Ret | GBR Ret | GER Ret | AUT 9   | NED 9   | ITA Ret | EUR Ret | POR Ret | NC   | 0      |
| 1985    | West Zakspeed Racing        | BRA     | POR Ret | SMR DNS | MON 11  | CAN    | USE     | FRA Ret | GBR Ret | GER Ret | AUT Ret | NED Ret | ITA     | BEL     | EUR     | RSA     | AUS     | NC   | 0      |
| 1986    | West Zakspeed Racing        | BRA Ret | ESP Ret | SMR Ret | MON 12  | BEL 13 | CAN Ret | USE 8   | FRA Ret | GBR 9   | GER Ret | HUN 10  | AUT Ret | ITA Ret | POR 12  | MEX 10  | AUS 9   | NC   | 0      |
| 1987    | Data General Team Tyrrell   | BRA 10  | SMR Ret | BEL Ret | MON 5   | USE 11 | FRA 7   | GBR 8   | GER 5   | HUN 7   | AUT 14  | ITA 14  | POR 10  | ESP Ret | MEX 7   | JPN 8   | AUS 4   | 11.º | 7      |
| 1988    | Tyrrell Racing Organisation | BRA Ret | SMR 14  | MON 5   | MEX DNQ | CAN 6  | USE 5   | FRA Ret | GBR Ret | GER 11  | HUN Ret | BEL 12  | ITA DNQ | POR Ret | ESP Ret | JPN 12  | AUS Ret | 14.º | 5      |
| 1989    | Tyrrell Racing Organisation | BRA 7   | SMR 6   | MON 9   | MEX Ret | USA 9  | CAN Ret | FRA 10  | GBR Ret | GER Ret | HUN 13  | BEL 14  | ITA Ret | POR 6   | ESP 10  | JPN Ret | AUS DNQ | 25.º | 2      |
| Fuente: |                             |         |         |         |         |        |         |         |         |         |         |         |         |         |         |         |         |      |        |